# Bythiospeum reisalpense
Bythiospeum reisalpense је пуж из реда Littorinimorpha. 

## Угроженост
Ова врста се сматра угроженом.

## Распрострањење
Ареал врсте је ограничен на једну државу. 
Аустрија је једино познато природно станиште врсте.

## Станиште
Станиште врсте су слатководна подручја. 